# Pewlica (Pewelska)
Pewlica – potok, lewy dopływ Koszarawy. Według opracowanej w 2018 r. regionalizacji regionalizacji fizycznogeograficznej Polski płynie w Pasmach Pewelsko-Krzeszowskich.
Pewlica wypływa na wysokości około 730 m w dolince wcinającej się w północno-zachodnie stoki szczytu Bąków (765 m). Spływa początkowo w kierunku północno-zachodnim, następnie pod Przełęczą Ślemieńską zmienia kierunek na południowo-zachodni. Płynie przez miejscowości Pewel Ślemieńska, Rychwałdek i Pewel Mała, wszystkie w województwie śląskim, powiecie żywieckim, w gminie Świnna. W Pewli Małej na wysokości 385 m uchodzi do Koszarawy.
Lewe zbocza Pewlicy tworzy Pasmo Pewelskie, prawe równoległe do niego drugie pasmo Pewelsko-Krzeszowskie z wzniesieniami Groń, Ostry Groń i Barutka. Pewlica oddziela te pasma.
Jest jeszcze druga Pewlica, również będąca lewym dopływem Koszarawy. Płynie po drugiej stronie Pasma Pewelskiego, przez Hucisko, Pewel Wielką i Jeleśnię.